# Manoel Lopes Rodrigues
Manoel Lopes Rodrigues (Salvador, 31 décembre 1860 - Salvador, 22 octobre 1917) est un peintre brésilien lié au réalisme.

## Biographie

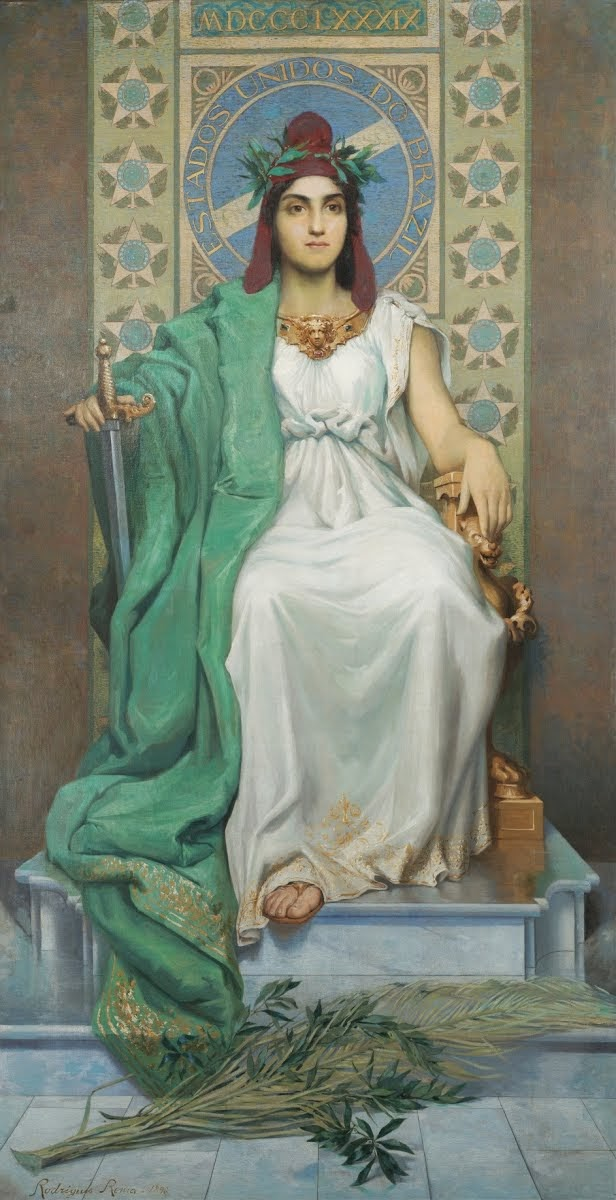
Allégorie de la République, 1896. Huile sur toile, 230 x 120 cm. Salvador, musée d'art de Bahia

Né dans le quartier de Nazaré, rue Fonte Nova do Desterro, il est le fils de João Francisco Lopes Rodrigues, peintre, de qui il reçoit ses premières leçons artistiques .
À la mi-1882, il s'installe à Rio de Janeiro, se présentant comme professeur de dessin et aussi comme portraitiste ; là, il demande son admission en tant qu'étudiant en peinture historique à l'Académie impériale des beaux-arts, mais il n'y a aucun indice qu'il y ait suivi des cours. Deux ans plus tard, il participe aux expositions Geral de Belas Artes e Científica Brasileira (dans cette dernière, avec ses illustrations pour l'œuvre d'anatomie de José Pereira Guimarães), obtenant deux mentions honorables. 